# Ctenophorus nguyarna
Ctenophorus nguyarna — вид ігуаноподібних ящірок родини агамових (Agamidae). Ендемік Австралії.

## Поширення і екологія
Ctenophorus nguyarna мешкають у невисоких чагарниках Tecticornia, що ростуть навколо солоного озера Дісаппойнтмент в Західній Австралії. Живляться комахами, яких ловлять серед соляної кірки.

## Збереження
МСОП класифікує цей вид як вразливий. Ctenophorus nguyarna можу загрожувати знищення природного середовища.